# Encinas Reales
Encinas Reales és un municipi de la província de Còrdova a la comunitat autònoma d'Andalusia, a la comarca de la Subbética cordovesa.

## Demografia
| 1996  | 1998  | 1999  | 2000  | 2001  | 2002  | 2003  | 2004  | 2005  | 2006  |
| ----- | ----- | ----- | ----- | ----- | ----- | ----- | ----- | ----- | ----- |
| 2.333 | 2.341 | 2.395 | 2.401 | 2.383 | 2.373 | 2.364 | 2.408 | 2.415 | 2.425 |

## Ciutats Agermanades
- Santa Fe Argentina